# Конические координаты

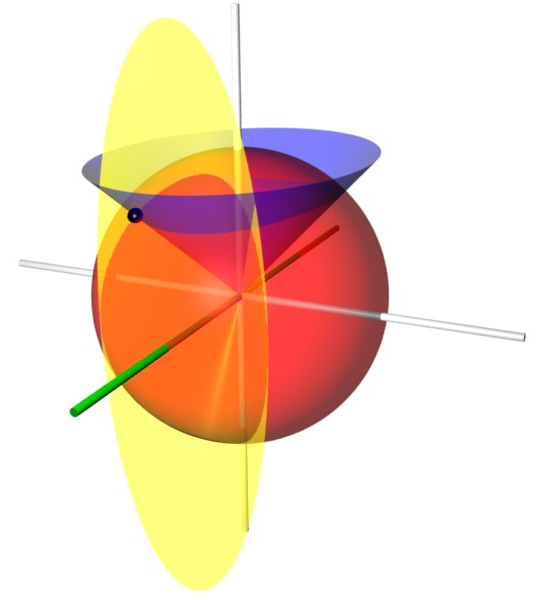
Координатные поверхности конических координат. Постоянные b и c равны 1 и 2 соответственно. Красная сфера соответствует r = 2, синий эллиптический конус вокруг оси z соответствует μ=cosh(1), жёлтый эллиптический конус вокруг оси x соответствует ν^{2} = 2/3. Три поверхности пересекаются в точке P (показана чёрным цветом) с декартовыми координатами примерно (1.26, -0.78, 1.34).

Конические координаты — трёхмерная ортогональная система координат, состоящая из концентрических сфер (радиус r) и двумя семействами перпендикулярных конусов, направленных вдоль осей  z и x.

## Основные определения
Конические координаты {\displaystyle (r,\mu ,\nu )} определяются выражениями
{\displaystyle x={\frac {r\mu \nu }{bc}},}
{\displaystyle y={\frac {r}{b}}{\sqrt {\frac {\left(\mu ^{2}-b^{2}\right)\left(\nu ^{2}-b^{2}\right)}{\left(b^{2}-c^{2}\right)}}},}
{\displaystyle z={\frac {r}{c}}{\sqrt {\frac {\left(\mu ^{2}-c^{2}\right)\left(\nu ^{2}-c^{2}\right)}{\left(c^{2}-b^{2}\right)}}},}
при этом на координаты накладываются ограничения
{\displaystyle \nu ^{2}<c^{2}<\mu ^{2}<b^{2}.}
Поверхности постоянного r представляют собой сферы радиуса r с центром в начале координат:
{\displaystyle x^{2}+y^{2}+z^{2}=r^{2},}
поверхности постоянных {\displaystyle \mu }  и {\displaystyle \nu } являются взаимно перпендикулярными конусами: 
{\displaystyle {\frac {x^{2}}{\mu ^{2}}}+{\frac {y^{2}}{\mu ^{2}+b^{2}}}+{\frac {z^{2}}{\mu ^{2}-c^{2}}}=0}
и
{\displaystyle {\frac {x^{2}}{\nu ^{2}}}+{\frac {y^{2}}{\nu ^{2}-b^{2}}}+{\frac {z^{2}}{\nu ^{2}+c^{2}}}=0.}

## Масштабные множители
Масштабным множителем для радиуса  r является единица (hr = 1), как в сферических координатах. Для конических координат масштабные множители имеют вид
{\displaystyle h_{\mu }=r{\sqrt {\frac {\mu ^{2}-\nu ^{2}}{\left(b^{2}-\mu ^{2}\right)\left(\mu ^{2}-c^{2}\right)}}}}
и
{\displaystyle h_{\nu }=r{\sqrt {\frac {\mu ^{2}-\nu ^{2}}{\left(b^{2}-\nu ^{2}\right)\left(c^{2}-\nu ^{2}\right)}}}.}

## Другой вариант определения
Существует другой набор конических координат:
{\displaystyle {\begin{aligned}\xi &=r\cos \phi \sin \theta ,\\\psi &=r\sin \phi \sin \theta ,\\\zeta &=\theta ,\end{aligned}}}
где {\displaystyle \{r,\theta ,\phi \}} — сферические полярные координаты. Обратное преобразование:
{\displaystyle {\begin{aligned}r&={\sqrt {\xi ^{2}+\psi ^{2}}},\\\phi &={\frac {1}{\sin \zeta }}\operatorname {arctg} ({\frac {\psi }{\xi }}),\\\theta &=\zeta .\end{aligned}}}
Малое евклидово расстояние между двумя точками в данных координатах:
{\displaystyle {\begin{aligned}ds^{2}&=d\xi ^{2}+d\psi ^{2}+(\xi ^{2}+\psi ^{2})(1+\operatorname {arctg} ({\frac {\psi }{\xi }})^{2}\operatorname {ctg} \zeta ^{2})d\zeta ^{2}+\\&+2\psi \operatorname {arctg} ({\frac {\psi }{\xi }})\operatorname {ctg} \zeta d\xi d\zeta -2\xi \operatorname {arctg} ({\frac {\psi }{\xi }})\operatorname {ctg} \zeta d\psi d\zeta .\end{aligned}}}
Если путь между двумя точками ограничен поверхностью конуса, задаваемого {\displaystyle \zeta ={\frac {\pi }{4}}}, то геодезическое расстояние между двумя точками
{\displaystyle \{\xi _{1},\psi _{1},\zeta _{1}={\frac {\pi }{4}}\}} и {\displaystyle \{\xi _{2},\psi _{2},\zeta _{2}={\frac {\pi }{4}}\}} выражается как
{\displaystyle s_{12}^{2}=(\xi _{1}-\xi _{2})^{2}+(\psi _{1}-\psi _{2})^{2}.}